# Alpine Felseidechse
Die Alpine Felseidechse (Darevskia alpina), auch Gebirgs-Felseidechse genannt, ist eine Art der Kaukasischen Felseidechsen innerhalb der Familie der Echten Eidechsen. Sie lebt im westlichen Kaukasus.

## Merkmale
Eine mittelgroße Art der Felseidechsen. Die Männchen erreichen eine Kopf-Rumpf-Länge von 65 mm, die Weibchen eine von 68 mm. Beide Geschlechter variieren in ihrer Oberseitenfärbung von grau-grünlich bis olivgrün zu braungrau. Die Rückenmitte weist meist zwei Reihen dunkler Flecken auf.

## Verwechslungsarten
Die Art sieht der Kaukasischen Felseidechse (Darevskia caucasica) sehr ähnlich, als deren Unterart sie früher betrachtet wurde. Von dieser unterscheidet sie sich unter anderem durch mehrere große Schuppen zwischen Trommelfell und Schläfenplatte (Massetericum). Die Schläfenplatte tritt dadurch kaum gesondert in Erscheinung, während sie sich bei D. caucasica deutlich von der mit kleineren Schuppen besetzten Umgebung abhebt.
Die Felseidechse (Darevskia saxicola) hat auf der gesamten Rückenfläche eine Flecken- oder Netzzeichnung und deutlich gekielte Schuppen auf der Schwanzoberseite, während die Alpine Felseidechse glatte oder nur sehr schwach gekielte Schuppen auf der Schwanzoberseite hat.
Die Artviner Felseidechse (Darevskia derjugini) weist an den Schwanzseiten ein dunkelbraunes, deutlich gezacktes Längsband auf.

## Verbreitung und Lebensraum
In der Hochgebirgszone des westlichen Kaukasus-Hauptkammes vom Elbrus im Osten bis zum Fischt im Westen. Dabei werden die Länder Russland und Georgien besiedelt. Die Art lebt vorwiegend in gesteinsgeprägten Lebensräumen, wie Geröllfeldern.

## Lebensweise
Zur Lebensweise ist wenig bekannt. Sie ist vermutlich ähnlich wie die der Kaukasischen Felseidechse.

## Gefährdung
Die IUCN listet die Art als gefährdet (vulnerable) mit einem sinkenden Populationstrend.